# Ibirongwe
Ibirongwe, auch irigogwe, ist eine der in Afrika wenig verbreiteten Querflöten, die von der Ethnie der Kuria in Ostafrika gespielt wird. Die in den drei nach der Größe unterschiedenen Varianten ikibiswi, ikere und umwere vorkommende ibirongwe aus Schilfrohr oder Bambus mit vier Fingerlöchern ist ein heute selten gewordenes Unterhaltungsinstrument der halbnomadischen Rinderhirten und wird bei bestimmten, den Männern vorbehaltenen Zeremonien eingesetzt.

## Verbreitung
Knochenflöten gehören zu den ältesten afrikanischen Musikinstrumenten und kamen praktisch auf dem gesamten Kontinent vor. Entgegen der Aussage von Erich Moritz von Hornbostel (1933), dass Querflöten – zumindest solche mit offenem unterem Ende – in Afrika weit verbreitet seien, listet Roger Blench (2009) nur eine überschaubare Zahl von existierenden afrikanischen Querflöten. Unabhängig davon werden in manchen Regionen Naturhörner quer angeblasen. Im islamischen Nordafrika kommen nur die beiden Rohrquerflöten gasba (qasaba, qasba) in der Westsahara und nay in Ägypten vor, die zusammen mit Rahmentrommeln auch in der religiösen Musik gespielt werden, während unter gasba im Maghreb und allgemein unter nay oder schabbaba Längsflöten verstanden werden.
Aus Westafrika sind einige Querflöten mit zwei bis vier Fingerlöchern bekannt, etwa bei den Bambara eine kurze Querflöte mit zwei Fingerlöchern, die längere tami fle der Mandinka, die tuniru mit drei Fingerlöchern in Sierra Leone und die lontore der Bissa in Burkina Faso mit vier Fingerlöcher. Die Bassari im Südosten des Senegal spielen (außer der längsgeblasenen Kerbflöte himan) eine Bambusquerflöte (idyore), die durch die natürlichen Knoten an beiden Enden geschlossen ist und zwei Fingerlöcher besitzt.
Aus dem zentralen Afrika wurde die dilele (auch umpindo) der Baluba in der Demokratischen Republik Kongo beschrieben. Diese Schilfrohrflöte besitzt drei Fingerlöcher an der Oberseite und zwei an der Unterseite. Die Flöte ist geeignet, um mit ihr gesprochene Sprache zu übertragen. Während die dilele von Männern – der Überlieferung nach früher zur Ermutigung von Kriegern bei Kämpfen – gespielt wird, ist die odin der Eton in Kamerun ein seltenes Melodieinstrument, mit dem Frauen ihre Gesänge begleiten. Von den Ekonda (Konda) im Nordwesten des Kongo ist eine etwa 50 Zentimeter lange, mit der Nase angeblasene Querflöte namens bolukulu mit zwei Fingerlöchern bekannt. 1934 fertigte Hugh Tracey im Kongo Tonaufzeichnungen einer 38 Zentimeter langen quibocolo an. Tracey vermerkt einen nicht-afrikanischen Ursprung des aus einer hölzernen Spielröhre mit sechs Fingerlöchern bestehenden Instruments.
Aus der ersten Hälfte des 20. Jahrhunderts sind einige Namen südafrikanischer Querflöten überliefert: die shitiringo mit drei Fingerlöchern bei den Venda, die Rohrflöte umtshingosi mit drei Fingerlöchern der Swazi oder die igemfe der Zulu mit zwei bis vier Fingerlöchern. Bei allen drei Flöten ist das ferne Ende geschlossen. Die wenigen afrikanischen Querflöten sind stets isoliert in einzelnen Regionen anzutreffen, in deren Umgebung Längsflöten gespielt werden.
Von den in Ostafrika gespielten Querflöten sei die mlanzi (mulanzi) aus Bambus genannt, die bei den Gogo in Zentraltansania vorkommt. Die pentatonisch gestimmte Flöte wird zur Gesangsbegleitung, besonders von Preisliedern (nindo) und zu zeremoniellen Tänzen gespielt. Möglicherweise brachten im 19. Jahrhundert Handelskarawanen die mlanzi von der arabisch beeinflussten Swahili-Kultur der ostafrikanischen Küste ins Landesinnere. Im Osten Ugandas verwenden die Bagisu die rund 90 Zentimeter lange ludaya (lusweje) ohne Fingerlöcher, die aus dem Blütenstängel einer Lobelienart (Lobelia deckenii) hergestellt wird. Dass die Bagisu diese einzige Querflöte Ugandas von benachbarten Ethnien übernommen haben, ist unwahrscheinlich. Sie könnte eine einfache Nachbildung einer europäischen Piccoloflöte sein, die katholische Missionare im 19. Jahrhundert mitbrachten.
Aus Kenia ist die chivoti der Ethnien Digo, Duruma und Rabai bekannt. Die aus einem kurzen Bambusrohr bestehende chivoti besitzt fünf oder sechs Fingerlöcher und ist am fernen Ende offen. Die Länge der Digo-Flöte beträgt etwa 23 Zentimeter, bei einem Außendurchmesser von 2,5 Zentimetern. Die mit den Kuria verwandten, jedoch hauptsächlich Ackerbau treibenden Gusii besaßen früher eine Querflöte, die heute nicht mehr zu hören ist.
Bei zwei der drei Querflöten der Kuria sind beide Enden mit Bienenwachs verschlossen, sie gehören folglich zu den gedackten Querflöten mit Grifflöchern, für die in der Hornbostel-Sachs-Systematik unter der Nummer 421.121.32 ein Vorkommen in Malakka und Ostbengalen angegeben wird. Sibyl Marcuse (1964) nennt nur vage als Verbreitungsgebiet Amerika, Asien und Südsee, jedoch nicht Afrika. Dagegen fand John Varnum in der Literatur keine an beiden Enden geschlossene Querflöte außerhalb Afrikas.

## Bauform
Die iborongwe wird in drei unterschiedlich großen Varianten hergestellt. Die beiden kleineren Formen werden aus einem Schilfgras gefertigt, das am Ufer von Flüssen und Sümpfen vorkommt. Das Mark wird mit einer Reihe von zunächst dünnen, dann dickeren Holzstäben herausgedrückt. Das Anblasloch und die Fingerlöcher heißen amabanga, sie werden mit der Spitze eines über dem Feuer erhitzten Speers in die Röhre eingebrannt. Bei allen drei Flöten befindet sich das Anblasloch relativ genau 2,3 Zentimeter vom oberen Rand, während die Anordnung der Fingerlöcher eher zufällig erscheint. Manche Spielrohre sind mit schwarzen Streifen verziert, die mit einer heißen Speerspitze eingebrannt wurden.
Mit etwa 34 Zentimetern und einer engen Bohrung die kleinste Flöte ist die ikibiswi. Nach anderen Angaben ist eine ekibiswi 20 Zentimeter und eine emborogo 25 Zentimeter lang. Die als einzige in der Gruppe am unteren Ende offene Flöte besitzt vier Fingerlöcher in gleichen Abständen und produziert an einem untersuchten Exemplar die Tonfolge b2, d2, e2, f♯2 und a3. Durch Überblasen lassen sich die Töne einer Oktave darüber erzeugen.
Die mittelgroße ikere mit 40 Zentimetern Länge ist an beiden Enden geschlossen. Über dem nicht spielbaren Grundton folgen a♭2, b♭2, e♭2 und f2. Charakteristisch für die kleine und mittlere Flöte ist ein vergrößerter Abstand zwischen dem zweiten und dritten Fingerloch.
Die große, an beiden Enden geschlossene umwere besteht aus einem rund 58 Zentimeter langen Bambusrohrabschnitt zwischen den Knoten mit 3,7 Zentimetern Durchmesser. In der Grundtonreihe ergeben sich d♭, b♭1, c1, e1 und f1. Beim Überblasen entstehen die Töne zwölf Tonstufen darüber. Weder die genauen Maße der Flöten noch die Tonskalen sind jedoch standardisiert; die Flötenbauer bestimmen sie nach ihren Vorstellungen, sodass sich Musiker häufig umgewöhnen müssen, wenn sie auf der ibirongwe eines anderen spielen sollen.

## Spielweise
Der Musiker hält die Flöte waagrecht nach einer Seite. Die kleine und die mittlere Flöte erfordert wenig Atemdruck und ist leicht spielbar. Die umwere ist dagegen wesentlich anstrengender zu blasen und wird vorwiegend von älteren Männern verwendet. Üblicherweise wird in die erste obere Lage überblasen, die Grundtonreihe ist seltener zu hören. Als ein den Männern vorbehaltenes Musikinstrument lernen die Jungen das Spiel von Gleichaltrigen und ihren Vätern. Junge Männer spielen ihrer Braut auf der ikibiswi vor, im Erwachsenenalter wechseln sie auf die größeren Flöten. Ältere Männer blasen die Flöten bei Beschneidungszeremonien. Früher wurde bei besonderen Anlässen wie Beschneidungen und Initiationen gelegentlich eine kleine Flöte aus Elfenbein verwendet.
In erster Linie gehören ibirongwe zur Unterhaltungskultur der halbnomadischen Rinderhirten. Die Kuria sind traditionell Rinderhirten wie die Massai, die östlich der Kuria bis in den Norden Tansanias leben, ebenso wie die Sukuma, deren Siedlungsgebiet sich bis zum Südufer des Victoriasees erstreckt. Die Kuria verbindet ein gemeinsamer mythischer Ursprung und eine ähnliche Sprache mit den Gusii, die im Norden Ackerbau treiben und daher gesellschaftlich den Kuria ferner stehen. Die ausschließlich von Männern betriebene Rinderzucht steht im Zentrum der sozialen Ordnung und der kulturellen Normen. In diesem Rahmen spielen Männer die ibirongwe zur eigenen Unterhaltung und in der Gruppe beim abendlichen Biertrinken (von Pombe) auf der Weide oder in der Wohnsiedlung (Boma). John Varnum beklagte 1970, dass praktisch keine Jugendliche mehr mit der ibirongwe musizieren und dass viele ältere Männer aussagten, nach dem Ende ihrer Schulzeit den Bezug zu der Flöte verloren zu haben.
Die Querflöten der Kuria gehören zu einem Instrumentarium, das unter anderem die Gefäßflöte enko, die Naturhörner esegere und induru, den praktisch verschwundenen Musikbogen entono sowie die Kürbisgefäßrasseln erisege und ibibirya umfasst. Das Hauptinstrument der Kuria ist die achtsaitige Schalenleier iritungu, die etwas kleiner ist als die ansonsten ähnliche Schalenleier obokano der Gusii.